# Retirada militar francesa da África Ocidental
A retirada militar francesa da África Ocidental iniciou-se a partir de 2022, quando a França começou a retirar suas tropas militares de várias nações da África Ocidental após décadas de presença e intervenções militares, com Mali, Burkina Faso, Níger, Chade, Senegal e Costa do Marfim encerrando seus acordos de defesa. A retirada coincidiu com a crescente oposição à intervenção militar francesa em relação à Guerra do Sahel, vários golpes militares instituindo governos desfavoráveis aos interesses franceses e desafios políticos domésticos na França, incluindo a concomitante crise política francesa de 2024.
A ampla retirada marcou uma mudança fundamental nas relações franco-africanas, com vários meios de comunicação e analistas geopolíticos afirmando que representava o declínio da Françafrique — a esfera de influência militar, econômica e geopolítica de longa data da França em suas antigas colônias. As retiradas também representaram a mudança dos interesses africanos dos tratados de segurança e desenvolvimento com o mundo ocidental, em direção a diferentes partes, como China, Índia, monarquias do Golfo e, especialmente, Rússia, no caso de nações que cancelaram os acordos de segurança franceses.

## Histórico

A Comunidade Francesa em 1959.

Após a adesão à independência das suas colónias africanas a partir de 1959, a França continuou a manter uma esfera de influência sobre os novos países, o que foi fundamental para a visão do então presidente Charles de Gaulle da França como uma potência global (ou grandeur em francês) e como baluarte da influência britânica e estadunidense num mundo pós-colonial. O relacionamento pós-colonial da França com a África, conhecido como "Françafrique", surgiu como um sistema complexo de influência política, econômica, militar e cultural que apoiava a visão de Charles de Gaulle do poder global francês. Operando por meio de canais formais e informais, esse sistema foi caracterizado por vários elementos fundamentais : a "célula africana" de conselheiros presidenciais que moldaram a política africana, a união monetária da zona do franco, acordos de cooperação extensivos e políticas militares intervencionistas e focadas na estabilidade, envolvendo o assentamento permanente de tropas francesas nas nações francófonas.
Após esta descolonização, a França estabeleceu acordos formais de defesa com muitos países francófonos na África Subsaariana. Esses arranjos permitiram que a França se estabelecesse como uma garantidora da estabilidade e da hegemonia na região. A França adotou uma política intervencionista na África, resultando em 122 intervenções militares que ocorreram em média uma vez por ano de 1960 a meados da década de 1990 e incluíram países como Benin (Operação Verdier em 1991), República Centro-Africana (Operação Barracuda em 1979 e Operação Almandin em 1996), Chade (Operação Bison em 1968-1972, Operação Tacaud em 1978, Operação Manta em 1983 e Operação Épervier em 1986), Comores (Operação Oside em 1989 e Operação Azalee em 1995), República Democrática do Congo (Operação Léopard em 1978 e Operação Baumier em 1991 quando era Zaire, e Operação Artemis em 2003), Djibuti (Operação Godoria em 1991), Gabão (1964 e Operação Requin em 1990), Costa do Marfim (Operação Licorne em 2002), Mauritânia (Operação Lamantin em 1977), República do Congo (Operação Pélican em 1997), Ruanda (Operação Noroît em 1990-1993, Operação Amaryllis em 1994 e Operação Turquesa em 1994), Togo (1986), Senegal (prevenir um golpe de Estado em 1962) e Serra Leoa (Operação Simbleau em 1992). A França frequentemente intervinha para proteger os cidadãos franceses, para reprimir rebeliões ou evitar golpes, e para restaurar a ordem ou apoiar determinados líderes africanos.
Em 2012, grupos militantes afiliados à al-Qaeda tentaram tomar partes do Mali com a intenção de assumir o controle de outras áreas na região. Devido a essas questões pertinentes, o envolvimento da França aumentou para fornecer assistência militar aos países do Sahel. Isso é definido pela Operação Serval, que foi um esforço francês sob a liderança do ex-presidente François Hollande para impedir que militantes islamistas tomassem Bamako, capital maliana. O sucesso desta operação durou pouco, pois grupos militantes começaram a surgir em nações vizinhas, incluindo Chade e Burkina Faso. Em 2014, os militares franceses enviaram mais de 5.000 soldados para o Sahel sob a Operação Barkhane como meio de apoiar governos em toda a região em sua luta contra grupos islamistas. Como resultado destas operações, as forças francesas apenas ampliaram a sua supervisão em todo o Sahel. O conflito em curso entre as forças apoiadas pela França e os grupos militantes jihadistas continua a ter consequências prejudiciais, e que levaram ao aumento das taxas de mortalidade e deslocamento dentro dos territórios do Sahel. E só em 2021, quase 6.000 pessoas morreram devido aos conflitos no Mali, Burkina Faso e Níger.

## Retirada
Em 2024, Níger, Burkina Faso e Mali anunciaram sua retirada da CEDEAO. Esses países já tinham sido suspensos da CEDEAO devido a tomadas de poder pelos militares dos seus respectivos governos. Em 6 de julho de 2024, os líderes militares do Mali, Níger e Burkina Faso em uma cúpula em Niamey, Níger, assinaram um tratado de confederação para criar uma aliança militar alternativa. A assinatura marcou a conclusão da primeira cúpula conjunta da Aliança dos Estados do Sahel.
Em novembro de 2024, o político especial para operações francesas na África, Jean-Marie Bockel, apresentou um relatório ao presidente Emmanuel Macron sobre a reconfiguração da presença militar francesa em África, defendendo uma parceria "renovada" e "reconstruída". A França planeja reduzir as forças pré-posicionadas que possui em suas bases militares. Os novos termos da presença militar da França em África pretendiam uma redução significativa para manter apenas um destacamento de ligação permanente, ao mesmo tempo que adaptavam a oferta de cooperação militar às necessidades expressas pelos países africanos. A estratégia enfatizou reduções significativas de tropas em todas as bases, exceto em Djibuti e Gabão.
O cancelamento de acordos militares e a retirada de tropas coincidiram com a crise política francesa de 2024, onde o presidente francês Emmanuel Macron enfrentou o colapso do governo do primeiro-ministro Michel Barnier por meio de um voto de desconfiança em 4 de dezembro.
Em 6 de janeiro de 2025, Emmanuel Macron declarou que a França estava certa em intervir militarmente na África contra militantes islamistas e afirmou que ainda estava esperando que os países do Sahel "agradecessem" à França, enquanto negava que os militares franceses tivessem sido forçados a deixar a região.

## Impacto

### África
A redução da presença militar francesa coincidiu com o aumento da influência russa na região. Após a retirada das forças francesas, os governos do Mali, Burkina Faso e Níger fortaleceram seus laços com a Rússia, aceitando o envio de mercenários russos para apoiar as operações de contrainsurgência no Sahel. Ao longo de 2024, o envolvimento russo com esses países se intensificou, incluindo reuniões de alto nível entre o presidente russo Vladimir Putin e o ministro russo das Relações Exteriores Sergei Lavrov com a liderança chadiana. Os esforços diplomáticos russos incluíram tentativas de negociar novos acordos de cooperação militar, particularmente buscando acesso ao porto no Senegal para apoiar suas operações regionais.
No início de 2025, o número de tropas francesas na África havia diminuído significativamente, com as forças restantes limitadas principalmente a instalações em Djibuti e Gabão, totalizando menos de 2.000 pessoas. O primeiro semestre de 2024 registrou um aumento de 25% no número de vítimas civis nas regiões afetadas, com 3.064 mortes registradas pelo  Armed Conflict Location and Event Data Project. Embora uma relação causal direta entre a retirada francesa e o aumento da violência não possa ser estabelecida, analistas de segurança observaram que a retirada dos soldados franceses criou um vácuo de segurança significativo. Vários acordos foram feitos entre nações francófonas africanas e entidades internacionais para restabelecer a estabilidade, incluindo parcerias militares com forças russas e um acordo entre o Chade e os Emirados Árabes Unidos envolvendo ajuda financeira emiradense em troca do Chade fornecer um aeroporto para uso como um centro logístico em apoio às Forças de Apoio Rápido na guerra civil sudanesa.

### França
O Instituto para o Estudo da Guerra informou que os anúncios do Chade e do Senegal de rescindir os seus acordos de defesa resultaram num enfraquecimento da presença logística e militar remanescente da França na África Central e Ocidental, e num declínio adicional da influência da França nos seus antigos territórios coloniais.  A França geralmente respondeu à sua influência decrescente nas nações africanas francófonas fortalecendo os laços econômicos com as nações anglófonas africanas, particularmente a Nigéria e a África do Sul, que se tornaram os maiores parceiros comerciais da França na África.